# Zhang Yang
Zhang Yang (en xinès tradicional: 張揚; en xinès simplificat: 张扬; en pinyin: Zhāng Yáng; Pequín, 1967) és un guionista, director de cinema i actor ocasional nascut a la Xina.

## Formació
El 1988, Zhang Yang es va graduar en literatura xinesa a la Universitat de Zhongshan (província de Guangdong). Va continuar els seus estudis a l'Acadèmia Central de Teatre de Pequín, on es va titular el 1992. Poc temps després va entrar a l'Estudi de Cinema de Pequín.

## Primers treballs
Després de la seva graduació a l'Acadèmia Central de Teatre va dirigir una producció teatral: Kiss of the Spider Woman i poc després va dirigir més de vint vídeos undergrounds. Yang va ser un dels pioners en l'escena de vídeo musical underground a la Xina.
El seu primer llargmetratge, Spicy Love Soup (1997), es va situar entre les pel·lícules "no polítiques" de més èxit, d'aquella època, a la Xina. A més d'aconseguir un gran triomf pel que fa a ingressos de taquilla la pel·lícula va guanyar molts premis nacionals de cinema i va ser nominada en el Festival Internacional de Cinema de Tòquio de 1998. A més Zhang Yang va ser convidat a diversos festivals internacional de cinema de tot el món (San Diego, Kerala, Londres, Itàlia…). El film Spicy Love Soup va ser tan reeixit que, fins i tot, es van vendre 500.000 còpies de la seva banda sonora.
Després d'aquesta primera victòria, la majoria de pel·lícules de Zhang Yang van aconseguir grans èxits i van ser premiades en festivals internacionals.

## El cinema de Yang
Zhang Yang va ser categoritzat com a "director jove i independent". Tan ell, com alguns dels seus companys de professió, van ser descrits com una nova generació de directors de cinema decidida a crear un nou gènere urbà i innovador. Els seus treballs són notablement diferents de les al·legories nacionals de l'anomenada cinquena generació de directors xinesos, així com de les narratives oficials principals del grup que els va precedir.

## Filmografia

### Director
- Soul on a String (2016)
- Kang rinpoche (2015)
- Fei yue lao ren yuan (2012)
- Full Circle (2012)
- Wu ren jia shi (2010)
- Getting Home (2006)
- Sunflower | Luo ye gui gen (2005)
- Quitting (2001)
- Shower | Xizao (1999)[10]
- Spicy Love Soup | Aiqing mala tang (1997)

### Guionista
- Spicy Love Soup (1997)
- Soul on a String (2016)
- Kang rinpoche (2015)
- Fei yue lao ren yuan (2012)
- Luo ye gui gen (2007)
- Xiang ri kui (2005)
- Quitting (2001)
- La ducha (1999)
- Aiqing mala tang (1997)

### Actor
- Spring Subway (2002)
- Lao Hu (Tiger)
- Wing Chun (1994)

### Productor
- Soul on a String (2016)
- Kang rinpoche (2015)

## Premis
Bangkok International Film Festival
- 2007: nominació per Luo ye gui gen (2007)

Beijing Student Film Festival
- 2000: premiat per Xizao (1999)
- 1998: premiat per Aiqing mala tang (1997)

Berlin International Film Festival
- 2007: premiat per Luo ye gui gen (2007)

Chicago International Film Festival
- 2005: nominació per Xiang ri kui (2005)

Deauville Asian Film Festival
- 2007: nominació per Luo ye gui gen (2007)

Golden Horse Film Festival
- 2016: nominació per Soul on a String (2016)

Golden Rooster Awards
- 1998: premiat per Aiqing mala tang (1997)

Huabiao Film Awards
- 1998: premiat per Aiqing mala tang (1997)

Kerala International Film Festival
- 2007: premiat per Luo ye gui gen (2007)
- 2007: nominació per Luo ye gui gen (2007)

Pacific Meridian International Film Festival of Asia Pacific Countries
- 2007: premiat per Luo ye gui gen (2007)

Rotterdam International Film Festival
- 2000: premiat per Xizao (1999)

San Sebastián International Film Festival
- 2005: premiat per Xiang ri kui (2005)
- 2005: nominació per Xiang ri kui (2005)
- 1999: doblement premiat per Xizao (1999)
- 1999: nominació per Xizao (1999)

Seattle International Film Festival
- 2000: doblement premiat per Xizao (1999)

Shanghai International Film Festival
- 2016: nominació per Soul on a String (2016)

Singapore International Film Festival
- 2002: nominació per Zuotian (2001)

Stockholm Film Festival
- 2001: premiat per Zuotian (2001)
- 2001: nominació per Zuotian (2001)

Thessaloniki Film Festival
- 1999: doblement premiat per Xizao (1999)

Tokyo International Film Festival
- 2012: premiat per Fei yue lao ren yuan (2012)
- 1998: nominació per Aiqing mala tang (1997)

Toronto International Film Festival
- 1999: premiat per Xizao (1999)

Udine Far East Film Festival
- 2000: premiat per Xizao (1999)

Festival de Venècia
- 2001: premiat per Zuotian (2001)